# Kawasaki Estrella
La Kawasaki Estrella è una motocicletta prodotta dalla casa motociclistica giapponese Kawasaki dal 1992.

## Descrizione
La Estrella è alimenta da un propulsore monocilindrico dalla cilindrata di 249 cm³ raffreddato ad aria a quattro tempi con un solo albero a camme in testa a 2 valvole per cilindro.
La moto si caratterizza per avere uno stile retrò che omaggia e si rifà alle moto in stile café racer prodotte a cavallo degli anni 60, principalmente alla Kawasaki SG 250 del 1964. Inizialmente disponibile solo nei mercati asiatici ed europei, a partire dal 2012, è disponibile solo in Giappone.
Nel 2014 la moto subisce un profondo restyling.